# Kassoulou
Kassoulou est un village du Sénégal situé en Basse-Casamance, à l'est de Nyassia et à proximité de la frontière avec la Guinée-Bissau. Il fait partie de la communauté rurale de Nyassia, dans l'arrondissement de Nyassia, le département de Ziguinchor et la région de Ziguinchor.
Lors du dernier recensement (2002), la localité comptait 462 habitants et 64 ménages.
Le village Bayotte de Kassoulou abandonné par ses populations au début de l’année 2000 à la suite de violents accrochages entre une unité de l’Armée et des combattants du MFDC. Au mois de mai de l’année 2000, les maisons abandonnées ont été incendiées. Et depuis juillet 2008, Kassoulou renaît.